# Ivy (motorfiets)

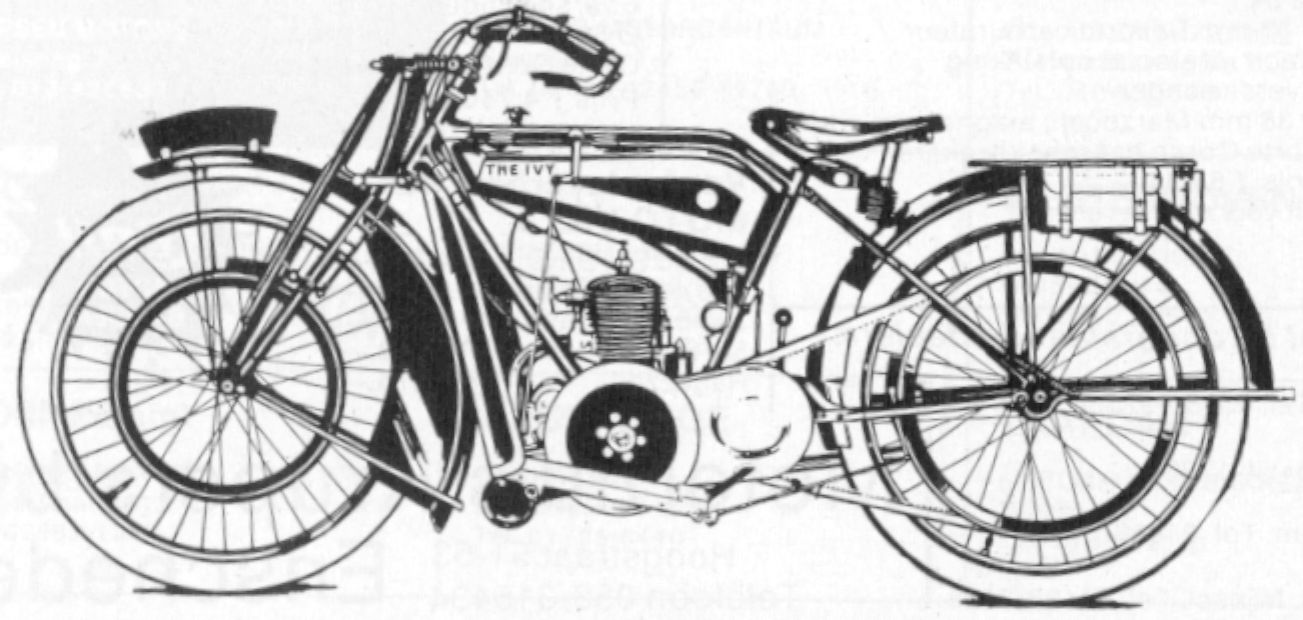
Ivy 224 cc tweetakt uit 1921

Ivy is een historisch merk van motorfietsen.
De bedrijfsnaam was: S.A. Newman Ltd., Aston Cross, Birmingham.
S.A. Newman was een Brits merk dat vanaf 1907 of 1908 motorfietsen maakte waarin aanvankelijk Precision-, watergekoelde Green-Precision- en JAP-inbouwmotoren gemonteerd werden. Daarnaast gebruikte Newman ook eigen tweetakten van 225-, 296- en vanaf 1914 248- en 348 cc.
De eerste modellen hadden een 3½pk-Precision motor en riemaandrijving, maar ook al een geveerde voorvork, die mogelijk in eigen beheer geproduceerd werd.
H.C. Newman begon in 1912 deel te nemen aan de Isle of Man TT en in 1913 werd hij derde in de Junior TT met een Ivy-Precision. Tijdens de Eerste Wereldoorlog werd er kennelijk gewoon geproduceerd, want de catalogus vermeldde modellen van 225-, 246-, 327- en 390 cc. De 225cc-modellen hadden PeCo-motoren en alle modellen hadden een chain-cum-belt aandrijving.
Na de oorlog leverde Ivy 225- en 349cc-tweetaktmodellen, in 1923 volgden ook een 198cc-tweetakt en een 348cc-viertaktmotor. In de jaren twintig werden enige tijd geen motorfietsen meer gebouwd, maar daarna kwamen er 248cc-tweetakten en 293cc-zijkleppers. De productie eindigde in 1932 of in 1934.
Later in de jaren dertig produceerde S.A. Newman nog fietsen en bakfietsen.